# Lázaro de Betania
Lázaro de Betania es un personaje bíblico del Nuevo Testamento, hermano de  María y Marta de Betania. Vivió en Betania, un pueblo a las afueras de Jerusalén. En su casa se alojó  Jesús al menos en tres ocasiones (Mt 21:17; Mc 11:1, 11.12; Lc 10:38; Jn 11:1). Según el Evangelio de Juan (11:41-44) fue revivido por Jesús. A partir de esta historia su nombre es utilizado frecuentemente como sinónimo de resurrección.

## Lázaro en la Leyenda áurea

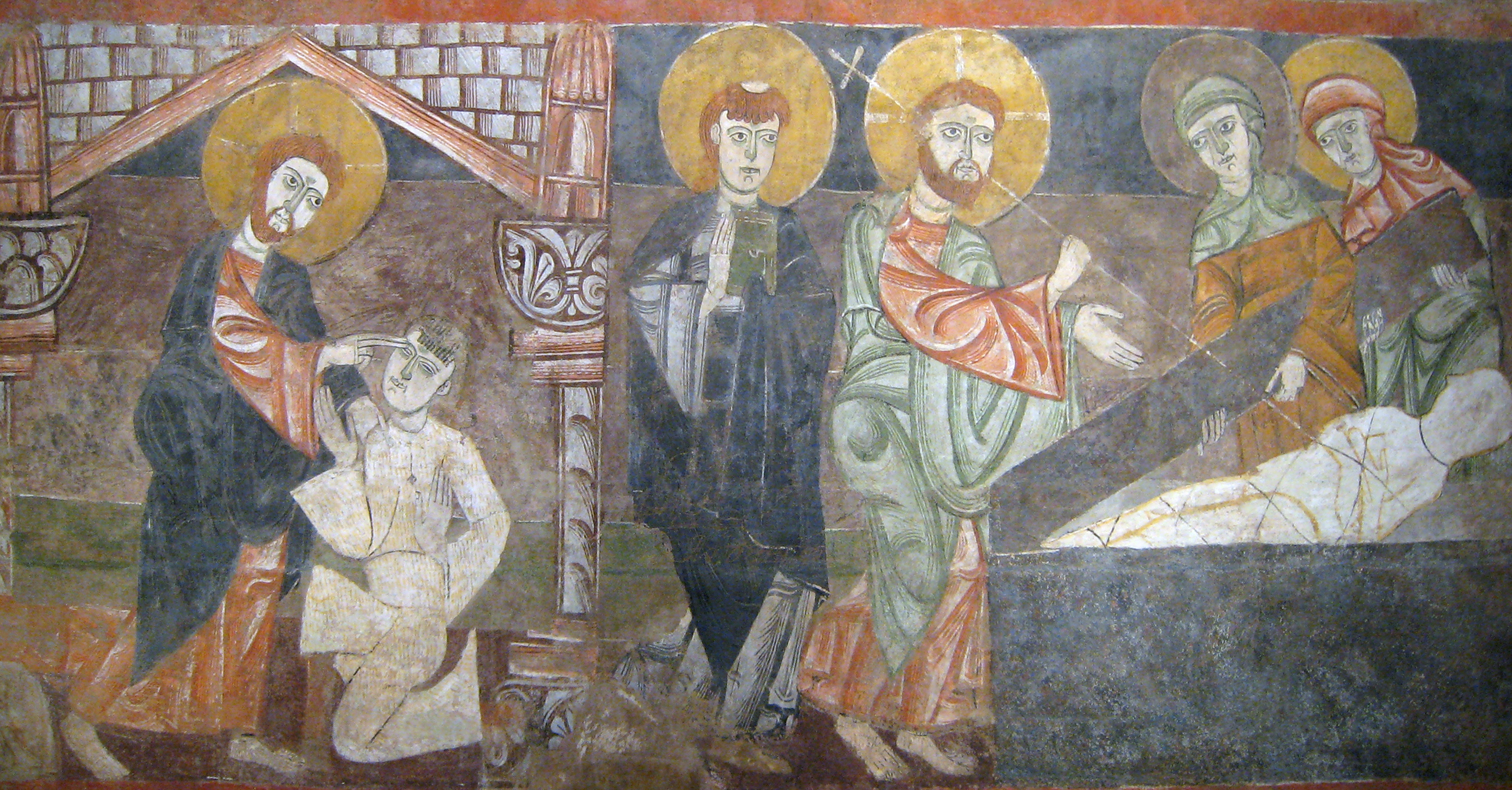
Resurrección de Lázaro, fresco de San Baudelio de Berlanga (Soria) (Nueva York, Cloister Museum).

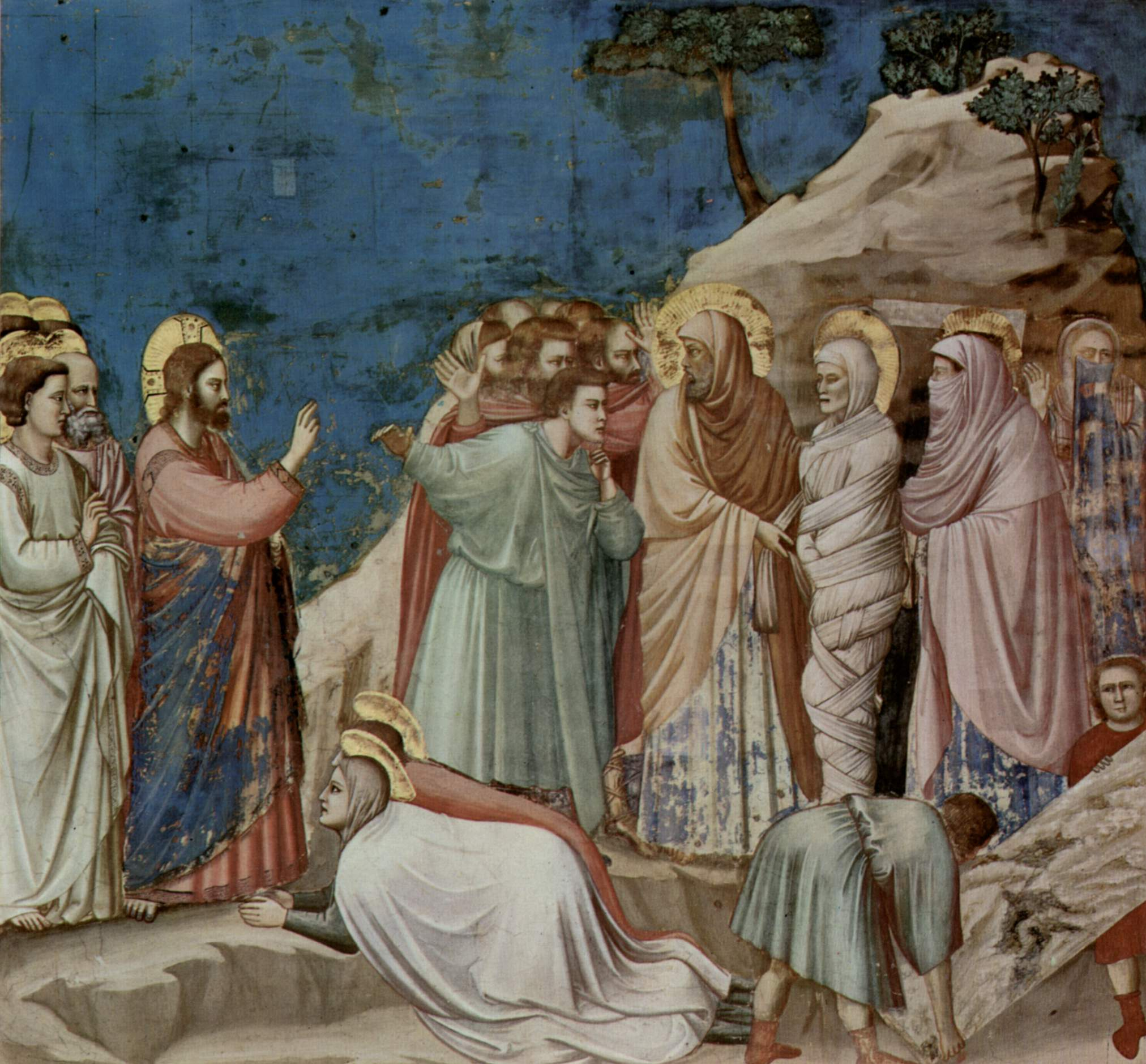
Fresco de Giotto en la Capilla degli Scrovegni de Padua

Durante la Edad Media se desarrollaron dos tradiciones totalmente diferentes para explicar la vida de Lázaro de Betania después de su resurrección. Las dos tradiciones son recogidas, acríticamente y mezcladas (a pesar de ser contradictorias) en la Leyenda áurea.

### Tradición ortodoxa: Lázaro en Chipre
Según una tradición que se recoge también  en la Leyenda áurea (siglo XIII), Lázaro sintió que los judíos lo buscaban para matarlo, ya que predicaba la resurrección de Cristo y huyó a Chipre. Allí llegó a convertirse en el primer obispo de  Larnaka / Kittion, nombrado directamente por San Pablo y San Bernabé. Vivió treinta años. La leyenda dice que su palio episcopal le había sido entregado por la misma Virgen María, quien lo había tejido. Esta tradición sirvió para reforzar el carácter autocéfalo de la diócesis de Kittion o Larnaca, que había sido dependiente del patriarcado de Jerusalén en 325-412. La Iglesia de Chipre continúa siendo autocéfala, sin dependencia de ninguno de los patriarcados orientales. En la tradición de la Iglesia ortodoxa, aunque no estén expresamente mencionadas como tales en los Evangelios, sus hermanas Marta y María se encontraban entre las miróforas, fieles seguidoras de Jesús que estaban en el Gólgota durante la crucifixión de Jesús y más tarde llegaron a su tumba en la madrugada siguiente con mirra, un aceite aromático de alto precio, para ungir el cuerpo de su Señor de acuerdo a las costumbres judías. Las Miróforas se convirtieron en los primeros testigos de la Resurrección de Jesús, la búsqueda de la tumba vacía y enterarse de la gozosa noticia por un ángel. La tradición ortodoxa refiere también que Lázaro, hermano de Marta, debió irse de Jerusalén durante la persecución contra la Iglesia de Jerusalén después del martirio de San Esteban. Sus hermanas María y Marta Judea huyeron con él, ayudándole en la proclamación del Evangelio en diferentes lugares. Los tres más tarde se trasladaron a Chipre, donde Lázaro se convirtió en el primer obispo de Kition, actual Larnaca. Los tres murieron en Chipre. Marta es venerada como santa en la Iglesia católica y la Iglesia ortodoxa, y conmemorada por la Iglesia luterana y la Comunión anglicana. En la Iglesia ortodoxa y las tradiciones católicas orientales, Marta y su hermana María se conmemoran el 4 e junio. También se conmemoran en conjunto entre las mujeres Miróforas, en el domingo de las «portadoras de mirra» (el tercer domingo de Pascua, es decir, el segundo domingo después de Pascua). Ella también figura en las conmemoraciones del sábado de Lázaro (el sábado anterior del Sábado Santo). Marta es conmemorada el 29 de julio en el calendario de los Santos de la Iglesia Luterana (junto con sus hermanos María y Lázaro) y en el calendario de los santos de la Iglesia Episcopal y la Iglesia de Inglaterra (junto con su hermana María). En cuanto a Lázaro, es festejado en la Iglesia ortodoxa y entre los católicos de rito oriental, el sábado anterior al Domingo de Ramos.

### Tradición occidental: Lázaro en la Galia
Tras la muerte de Cristo, los tres hermanos huyeron de Israel, junto con la sirvienta Marcela, Maximino, Celidoni, José de Arimatea y otros discípulos de Cristo. Llegaron navegando en las costas de Provenza y desembarcaron en Marsella. Lázaro se convirtió en el primer obispo de Marsella, mientras Marta, con Marcela, fue a Tarascon, donde domaron una terrible bestia que consiguieron en esas tierras y María se hizo eremita (Maximino y Celidoni fueron obispos de Ais). Las tumbas de María Magdalena (en la Santa Balma de Saint-Maximin y en la abadía de Vézelay), de Marta en Tarascon y de Lázaro (en Marsella y, después, en la Catedral de Autun), se convirtieron en lugares importantes de peregrinación durante toda la Edad Media. Además, en la abadía de la Trinidad de Vendôme, se mostraba una filacterias con una lágrima que Cristo había derramado en la tumba de Lázaro. Esta tradición se mantuvo durante muchos siglos, el culto que se derivó fue suprimido oficialmente en el siglo XIX, por falta de fundamento histórico. En su lugar, el día se consagró a Lázaro de Aix, un beato de la región.

## Tumbas de Lázaro

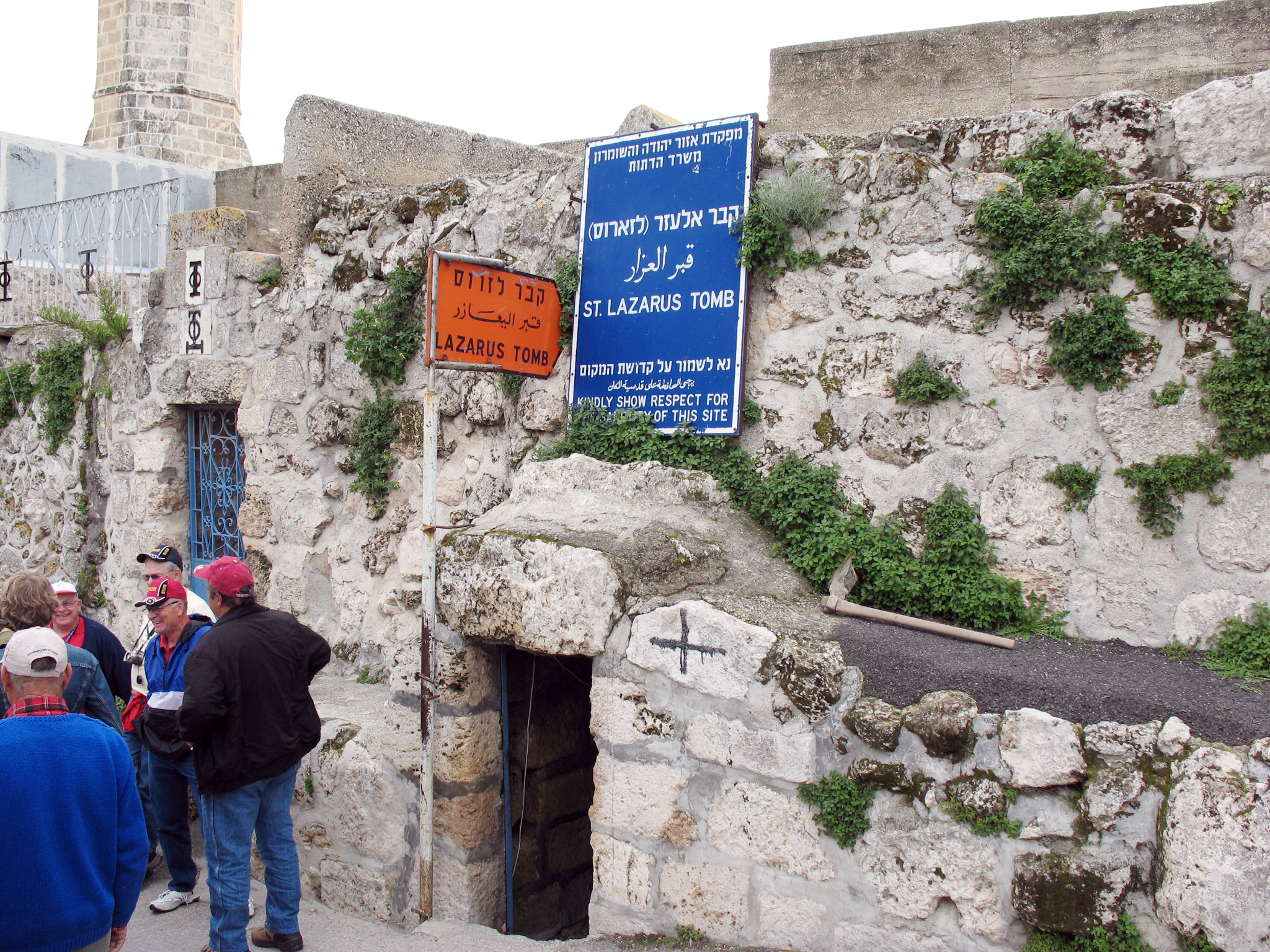
Tumba de Lázaro en Betania

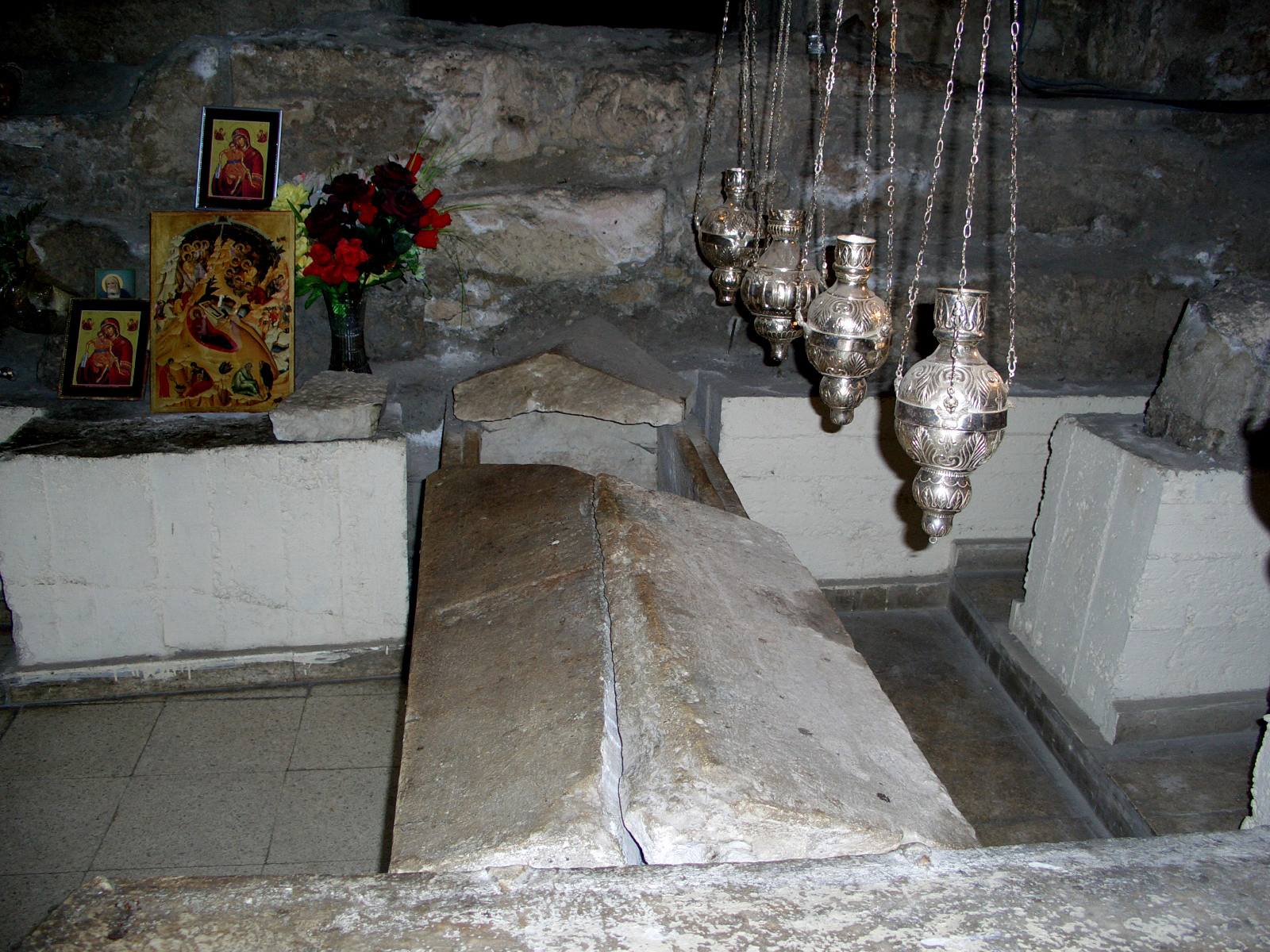
Tumba en la Iglesia de San Lázaro de Lárnaca, Chipre

La primera tumba de Lázaro en Betania sigue siendo un lugar de peregrinaje hoy en día, sería la que lo acogió cuando fue resucitado por Jesús, y la única que podría ser auténtica.
Sobre la supuesta tumba de Lázaro en Chipre se levantó una iglesia bizantina, la de Agios Lazaros, que era el edificio más importante de la antigua Kittin (actual Lárnaca). Según la tradición era la sede de un obispo y se edificó después de la segunda muerte del santo. En 890 se halló una tumba con la inscripción «Lázaro, el amigo de Cristo». El sarcófago de mármol puede verse en el Sancta Sanctorum de la iglesia. Las reliquias fueron trasladadas de Chipre a Constantinopla en 898, pero en 1972 se encontraron restos de un sarcófago con restos óseos bajo el altar, que podrían corresponder a la tumba original y una parte de reliquias que quedaron.
Las reliquias fueron robadas de Constantinopla por los cruzados en 1204 y llevadas a Roma después se trasladarían a Milán y por último fueron llevadas a Francia como botín de guerra. Se depositaron en la Sainte-Chapelle de París, de donde desaparecieron durante un saqueo en plena Revolución Francesa.

### Reliquias y tumbas de la tradición provenzal
La tradición que narra el viaje de Lázaro a la Galia, explica que murió martirizado en el lugar de la plaza de Lenche de Marsella y fue enterrado fuera de la villa, en una antigua cantera que servía como necrópolis, cerca del Port Vell. Aún hoy se muestra una antigua confessio en una cripta del siglo VI que sería el lugar de enterramiento. Cerca fue enterrado, en el siglo IV, San Víctor de Marsella y sobre la tumba se edificó el monasterio que llevaba el nombre de este santo.
En el siglo VIII o IX, para evitar su profanación por parte de los musulmanes o los normandos (no hay un acuerdo sobre la fecha precisa), se trasladaron los restos a Autun: en lugar edificarse la catedral, llamada de San Lázaro, que fue lugar de peregrinaje. El jefe, sin embargo, se quedó en Marsella, en San Víctor, de donde pasaron a la catedral donde, con algunos otros restos devueltos desde Autun, todavía son venerados, aunque la Iglesia no los reconoce como verdaderas reliquias.